# Euryproctus holmgreni
Euryproctus holmgreni är en stekelart som beskrevs av Geoffrey John Kerrich 1942.
Euryproctus holmgreni ingår i släktet Euryproctus och familjen brokparasitsteklar. Arten är reproducerande i Sverige. Utöver nominatformen finns också underarten Euryproctus holmgreni helveticator.